# Govind Sawant
Govind Sawant   (Baroda, 28 de novembre de 1935 - Baroda, 8 de setembre de 2001) fou un jugador d'hoquei sobre herba indi que va competir durant les dècades de 1950 i 1960.
El 1960 va prendre part en els Jocs Olímpics d'Estiu de Roma, on guanyà la medalla de plata en la competició d'hoquei sobre herba.